# Ma Đa Guôi (thị trấn)
Ma Đa Guôi là một thị trấn thuộc huyện Đạ Huoai, tỉnh Lâm Đồng, Việt Nam.

## Địa lý
Thị trấn Ma Đa Guôi có vị trí địa lý:
- Phía đông giáp xã Hà Lâm
- Phía tây giáp xã Ma Đa Guôi
- Phía nam giáp tỉnh Đồng Nai
- Phía bắc giáp xã Đạ Oai và xã Hà Lâm.

Thị trấn Ma Đa Guôi có diện tích 25,11 km², dân số năm 2022 là khoảng 11.867 người, mật độ dân số đạt 472 người/km².

## Hành chính
Thị trấn Ma Đa Guôi được chia thành 12 tổ dân phố: 1, 2, 3, 4, 5, 6, 7, 8, 9, 10, 11, 12.

## Lịch sử
Ngày 14 tháng 3 năm 1979, Hội đồng Chính phủ ban hành Quyết định số 116-CP về việc chuyển thị trấn Ma Đa Guôi thuộc huyện Bảo Lộc về huyện Đạ Huoai mới thành lập quản lý.
Ngày 31 tháng 7 năm 2017, UBND tỉnh Lâm Đồng ban hành Quyết định số 1605/QĐ-UBND về việc công nhận thị trấn Ma Đa Guôi là đô thị loại V.